# Kalkafloden
Kalkafloden, eller Kaltjyk (ukrainska: Кальчик), är en flod i sydöstra Ukraina. Vid Mariupol mynnar den som högerbiflod i Kalmius, som strax därefter mynnar i Azovska sjön.
Vid floden stod slaget vid Kalkafloden år 1223.